# SV Rapid Lienz
Der Sportverein Rapid Lienz war ein österreichischer Fußballclub aus der Osttiroler Bezirkshauptstadt Lienz. Er wurde 1946 gegründet, erlebte seine spielerische Hochblüte in den 1970er-Jahren (sieben Jahre in der zweithöchsten österreichischen Fußballliga, Erreichen des ÖFB-Cup-Semifinales) und wurde 2000 nach finanziellem Niedergang aufgelöst. Der Nachfolgeverein ist Rapid Lienz, der im Jahr 2000 als SV Lienz gegründet wurde und derzeit in der Unterliga West spielt.

## Geschichte

### Vorgeschichte

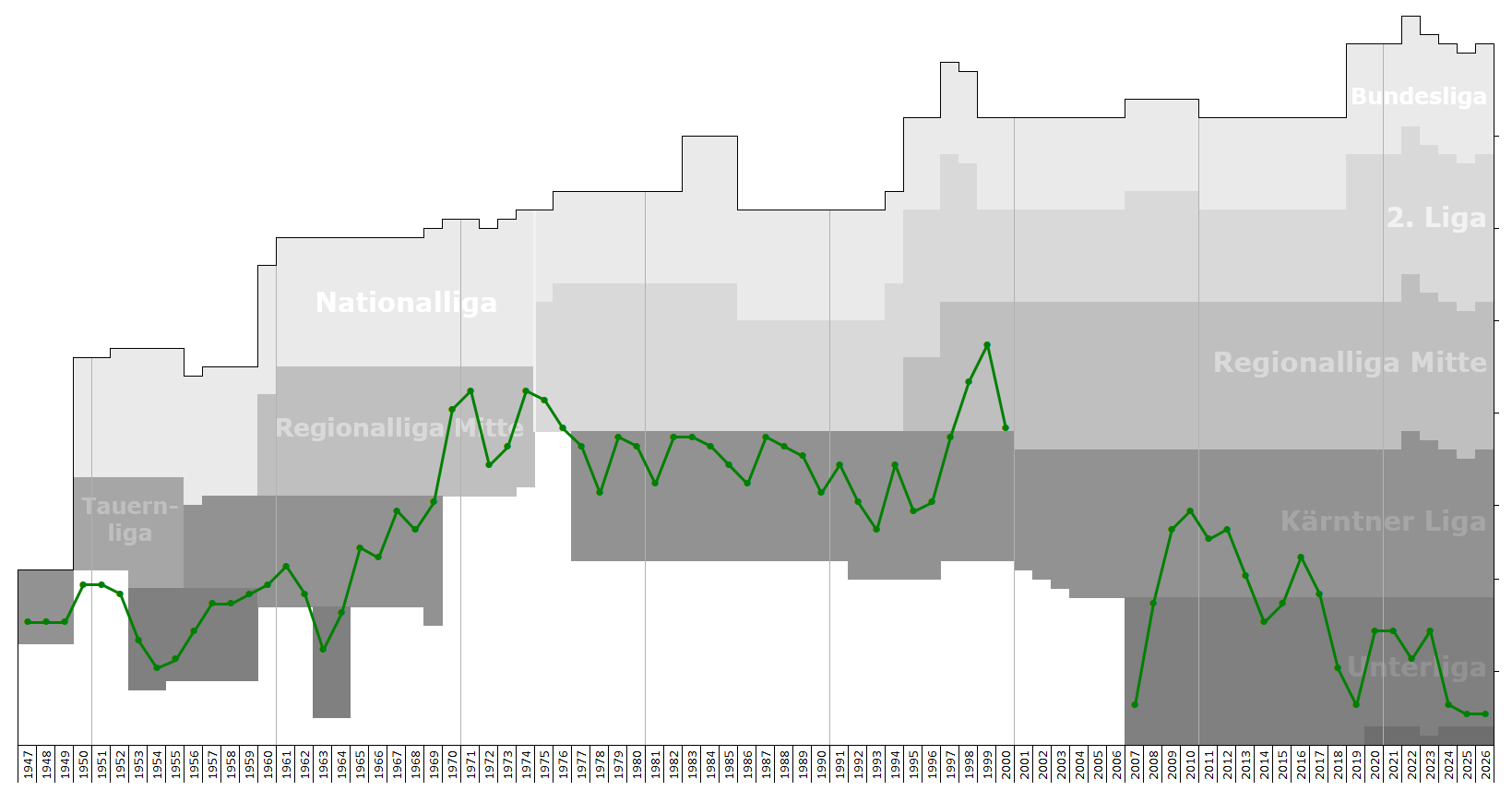
Tabellenplatzierungen von SV Rapid und Nachfolgerverein

Das von England ausgehende Fußballfieber erfasste nach dem Ersten Weltkrieg auch die Garnisonsstadt Lienz, und so wurde, animiert durch die hier stationierten Soldaten, im Jahre 1920 der Lienzer Sportklub (LSK) als erster Fußballclub in der Dolomitenstadt gegründet. Dieser gehörte zwar, auf Grund der geographischen Abgeschnittenheit des Bezirks Lienz vom Rest Tirols nach dem Vertrag von St. Germain, dem Kärntner Fußballverband an, nahm aber an keiner Meisterschaft teil, sondern bestritt nur Freundschaftsspiele. Im Jahre 1927 wurde der Arbeitersportverein Vorwärts als zweiter Club in Lienz gegründet, auch er war in erster Linie auf freundschaftliche Begegnungen ausgerichtet. Trotz der vorherrschenden – auch politischen – Rivalität traten Spieler beider Vereine gemeinsam bei Städtemeisterschaften an, und nach der Eröffnung des Sportplatzes Pustertaler Straße am 21. Mai 1932 und den gesellschaftspolitischen Umstürzen in Österreich gingen Vorwärts, nach der Auflösung des ASV 1934, und der LSK eine Art Fusion unter dem Namen FC Lienz ein. Dieser wurde jedoch bereits im Jahre 1938 aufgelöst, die Spieler waren aber noch bis zum Kriegsausbruch unter anderem im FC GÖC (Konsumgenossenschaft) oder auch in einer Wehrmachtself aktiv.

### Gründungsjahre
Als erster Verein nach dem Zweiten Weltkrieg wurde im Herbst 1945 der Arbeitersportverein (wieder-)gegründet. Doch nur wenige Monate später, bei der Sitzung vom 15. März 1946 im damaligen Schraffl-Saal, wurde nach Vorschlag des damaligen Gemeinderates Siegfried Ronacher die Einrichtung des Sportvereins Rapid Lienz beschlossen, der als un- bzw. überpolitischer Club die Fußballbegeisterten der Stadt vereinen sollte. Als erster Obmann wurde Franz Schubert gewählt. Die ersten Spiele bestritt der neue Verein gegen britische Garnisons- und diverse Lagermannschaften, und es kam auch schon zu ersten Kontakten mit Clubs aus Kärnten. Nach der Aufnahme in den dortigen Fußballverband und der Eingliederung in den Meisterschaftsbetrieb wurden bekannte österreichischer Spielerpersönlichkeiten als Trainer (Ex-Nationalteamspieler Karl Humenberger, später Vickerl Kubicka) verpflichtet. Die erste Kampfmannschaft selbst bestand ebenfalls nicht nur aus Einheimischen wie den Heimkehrern Leo Wieser, Friedl Suntinger, Pepi Angerer, Franz Ruß, Luis Angermann, Erich Salcher, Fritz Goller, Pepi Ortner, Ernst und Sigi Ronacher, Otto Kolar, Willi Mitterberger, Friedl Stolzlechner, auch einige volksdeutsche und jugoslawische Spieler (zum Beispiel Fiedler, Damaschun, Hörchner, Trschkan, Pidinov) wie auch englische Besatzungssoldaten (zum Beispiel Oblt. Fayers) komplettierten in den ersten Jahren das Team. In diese Zeit fällt auch der damals überraschende 3:1-Erfolg gegen den Grazer AK, der bei einer Gastspielreise durch Kärnten zuvor alle Spiele deutlich gewonnen hatte und die Kärntner Presse zum Kommentar „Rapid Lienz rettet Kärntens Fußballehre“ veranlasste.

### Der Aufschwung
Nach einigen Jahren mit wechselnden Erfolgen in den Kärntner Meisterschaften (in den Jahren 1956/57 und 1957/58 als Liga-Zweiter den Aufstieg in die Tauernliga knapp verpasst; 1958/59 zwar Liga-Meister, aber durch die nunmehr erfolgte Einführung der Regionalliga Mitte, an der im ersten Spieljahr nur Radenthein als einziges Kärntner Team teilnehmen durfte, aber auch Abstieg in die Unterliga als Liga-Letzter 1961/62), erlebte der Fußballsport in Lienz einen neuen Aufschwung, mitausgelöst durch das im Jahre 1964 eröffnete städtische Dolomitenstadion mit seinen Trainingsanlagen. 1963/64 konnte mit einer hauptsächlich aus eigenem Nachwuchs gebildeten Mannschaft, bestehend u. a. aus Kurt Sprenger, Gottfried „Bubi“ Straßer, Hermann Auer, Walter und Franz Oberhuber, Georg „Schorsch“ Unterweger, Ernst Grandegger, Andi Gasser, Erich Mair und Walter Goller, der Wiederaufstieg in die Kärntner Liga erreicht werden. 1965 wurde Ex-Teamstürmer Ernst Melchior als Trainer angeworben, und – nach einem kurzen Trainergastspiel von Karl Durspekt in der Saison 1966/67 – betreute „Bubi“ Straßer die Mannschaft als Spielertrainer. 1968/69 übergab er an Josef „Pepi“  Webora (geb. 30. September 1935, zuletzt Spieler des Wiener Sportclubs), der als Spielertrainer den SV Rapid Lienz auf Anhieb zum Kärntner Meistertitel führte, was gleichzeitig auch den Aufstieg in die Regionalliga Mitte, der damals zweithöchsten österreichischen Spielklasse, bedeutete.

### Die Hochblüte
In der Saison 1970/71 erreichte der Verein den Herbstmeistertitel und dem dritten Tabellenplatz 1970/71 hinter dem Meister und Aufsteiger WSV Donawitz und dem SV Kapfenberg, jedoch noch vor fußballerischen Größen wie dem Villacher SV, der Austria Klagenfurt und Vorwärts Steyr. Mit dem Heim-0:1 gegen den Wolfsberger AC ging am 24. Juni 1972 das Engagement Weboras zu Ende. Im darauffolgenden Jahr, unter Spielertrainer Ilija (Ilya) Lukic, konnte man im Österreichischen Cup nach Siegen über die Klagenfurter Austria und den Grazer AK bis in das Achtelfinale vordringen, in dem man dem Wiener Sportclub allerdings 3:0 unterlag. Die Revanche dieser Niederlage folgte einige Jahre später.
1974 wurden die österreichischen Ligen grundlegend reformiert und die Nationalliga als zweithöchste Spielklasse eingeführt. Rapid erreichte mit Trainer Lukic durch einen erneuten dritten Platz in der Schlusstabelle der Regionalliga Mitte die Play-off-Spiele gegen den Dritten der Ostliga, den Badener AC. Durch zwei 1:0-Siege qualifizierte man sich somit für die neue 2. Liga, in der man einen gesicherten Mittelfeldplatz einnehmen konnte. Der Vertrag mit Lukic wurde Anfang November 1974 gelöst, danach war vorläufig Gottfried Strasser erneut Trainer.
1975/76 übernahm Spielertrainer Dolfi Blutsch das Ruder, und mit ihm erreichte Rapid Lienz seinen größten Erfolg: Im österreichischen Fußballcup konnte man nach Siegen über WSV Liezen (2:0), den Wolfsberger AC (2:1) und den Erstligisten Linzer ASK (1:0) im Viertelfinale die Dornbacher eliminieren, die noch ein paar Jahre zuvor Lienz aus dem Cup geworfen haben (SV Rapid Lienz – Wiener Sportclub 3:1). Somit war man fürs Semifinale qualifiziert und traf dort auf den regierenden Meister, den FC Wacker Innsbruck, ein besonderes Spiel für die Rapidler Othmar Sommer, Johann Trenkwalder, Peter Kastner und Josef Peer, die zuvor bei den Schwarz-Grünen engagiert waren. Nach einem spannenden Spiel mit verrückten Toren (Tormannfehler, Abseitstor, Eigentor), in dem Rapid Lienz in den Schlussminuten dem Ausgleich und damit auf Grund der damals gültigen Auswärtstorregel dem Aufstieg näher war als Wacker der endgültigen Entscheidung, musste man sich doch mit 2:1 geschlagen geben und konnte kein finales Rapid-Brüderduell gegen die schon qualifizierten Rapid Wien spielen. Jedoch fehlten die in den Cup geworfenen Kräfte im Abstiegskampf der Nationalliga fehlten, aus der man aufgrund des um fünf Treffer zu niedrigen Torverhältnisses absteigen musste, da der direkte Konkurrent SC Tulln in den letzten Runden überraschende Punkte einfahren konnte. So folgte nach sieben Jahren der Abstieg aus der Zweiten Liga. Ein weiteres Detail der verkorksten Saison waren einige vergebene Elfmeter, die jeweils einen Punktgewinn bedeutet hätten.

### Die Kärntner-Liga-Jahre
Nach dem Abstieg musste Rapid Lienz einen Spieler-Aderlass hinnehmen, und ein sofortiger Wiederaufstieg als Tabellenzweiter unter Spielertrainer Herbert Oberhuber gelang nicht. Weitere Abwanderungen bedeuteten ein noch tieferes Abrutschen in die Kärntner Liga, und dennoch konnte man einige Male wieder aufzeigen, sei es durch ein Mitmischen im Titelkampf oder durch Spiele im österreichischen Fußballcup. 1978/79 konnte der Meistertitel errungen werden, die auf Grund des Fehlens einer Regionalliga Mitte zum Aufstieg in die Zweite Division notwendigen Qualifikationsspiele gegen Flavia Solva gingen allerdings 2:1 (a) und 1:3 (h) verloren. In der Saison 1982/83 folgten der nächste Titel und die nächsten Play-off-Spiele, und wiederum konnte man sich nicht durchsetzen und musste dem ASK Voitsberg den Vortritt lassen. Bemerkenswert dabei war, dass dieser Meistertitel mit sechs 17-jährigen Spielern (Reinhard Eder, Hannes Ladinig, Hannes Außerdorfer, Anton Leitner, Roman Mühlmann, Walter Hartlieb) errungen werden konnte. Dies wiederholte sich auch 1986/87, als man nach erfolgreichem Ligagewinn zwar die Chemie Linz hinter sich lassen konnte, gegen den SV Kapfenberg allerdings erneut den Aufstieg verpasste. Im Sechzehntelfinale des ÖFB-Cups der Saison 1987/88 traf man nach einem Erfolg gegen den SV Grieskirchen auf den FC Swarovski Tirol, ehemals FC Wacker Innsbruck. Vor über 3.000 Zuschauern, die das Lienzer Stadion an seine Kapazitätsgrenzen brachten, musste man sich 0:3 geschlagen geben. 1989/90 gelang noch ein letztes Mal im österreichischen Cup ein Überraschungserfolg, als in der 2. Runde bei strömendem Regen der Erstligist Vorwärts Steyr durch ein Tor des Spielertrainers Robert Idl besiegt werden konnte. Im Sechzehntelfinale traf man allerdings erneut auf den österreichischen Meister FC Swarovski Tirol, Idls ehemaligen Club. Vor abermals 3.000 Zuschauern im Dolomitenstadion gelang es, eine Stunde lang das Spiel offenzuhalten, am Schluss musste dann doch mit einer 0:4-Niederlage gegen das Innsbrucker Starensemble von Trainer Ernst Happel vom Platz gehen.

### Kurzer Höhenflug, schneller Niedergang
Erst zehn Jahre später, 1996/97, schaffte es Rapid Lienz, eine Klasse höher zu rücken, diesmal jedoch in die zwei Jahre zuvor eingeführte Regionalliga Mitte, die damit dritthöchste Spielklasse. In diese konnte man sich in der darauffolgenden Saison gut einleben, 1998/99 erreichte man gar den fünften Rang. Trotz eines hervorragenden Nachwuchses (zum Beispiel Robert Mayer, Wolfgang Mair, Bernhard Erkinger u. a.) wurden Stimmen laut, die durch mehr Investitionen noch mehr zu erreichen hofften und dadurch die moderaten Mahner übertönten. Die finanzielle Belastung war durch den normalen Spielbetrieb schon beinahe zu groß, Fehlkäufe verschlimmerten in kürzester Zeit die ohnehin schon angespannte Budgetlage. Es bestanden für die Saison 1999/2000 auch Kooperationen mit dem benachbarten Regionalligaklub SV Spittal und Unterligaklub SV Oberdrauburg. Am 20. Juli 1999 wurde Hubert Bründler als Trainer verpflichtet, jedoch wegen mangelnden Erfolges bereits am 7. September wieder entlassen. Sein Nachfolger wurde Radoslav Tomic aus Zagreb. Bereits in der Herbstsaison 1999 war der Bogen überspannt, die Anmeldung des Konkurses war nicht mehr zu verhindern. Die letzten Herbstspiele wurden mit einer „Notelf“ bestritten, im Frühjahr 2000 wurde der Spielbetrieb eingestellt – die restlichen Matches wurden auf Grund der Verbandsstatuten mit 0:3 strafverifiziert. Der Konkurs selbst wurde 2000 vor den zuständigen Gerichten abgewickelt. Der Weg des grünweißen Traditionsclubs aus Lienz, der in den seinen letzten Jahren auch eine erfolgreiche Damenmannschaft führte, endete nach 54 Jahren somit nicht auf dem Rasen, sondern am grünen Tisch.

### Nachspielzeit
Für die Damen- und Nachwuchsmannschaften, welche anfänglich noch unter dem Namen FC Lienz weiterspielten, wurde mit dem zweiten Lienzer Club, dem Konkurrenten ASV, ein Auffangverein gegründet, wofür dieser allerdings seinen Namen opfern musste. Der nun in gelb-blau spielende SV Lienz konnte allerdings zu keiner Zeit an die Erfolge anschließen, der Lienzer Fußball  steckte in einer Krise – und die Umbenennung bestehender Vereine wurde fortgesetzt, aus dem in der letzten österreichischen Spielklasse tätigen Fußballverein UKAJ Lienz wurde Rapid Lienz FC. Und noch einmal wurde eine Fusion vollzogen, mit welcher die Mannschaft der ehemaligen UKAJ von der Bildfläche verschwand und aus dem SV Lienz ein grünweißer Fußballclub Rapid Lienz Tirol Milch wurde, welcher in der Kärntner Unterliga West (fünfte österreichische Liga) spielte, in der Saison 2007/2008 allerdings den Aufstieg in die Kärntner Liga fixieren konnte. Innerhalb von zehn Jahren wurde somit der Lienzer Fußball, der schon vorher mit Fusionsgedanken (zum Beispiel mit FC WR Nußdorf-Debant) zu Gunsten eines FC Osttirol konfrontiert war, dezimiert: Von vier Vereinen und drei Kampfmannschaften (SV Rapid Lienz, ASV Lienz, UKAJ Lienz, und im Nachwuchs Borussia Lienz) auf den einzigen Überlebenden, Rapid Lienz Tirol-Milch.
Dieses neue „Rapid Lienz“ musste jedoch 2012/13 als Drittletzter der Kärntner Liga wieder zurück in die Unterliga West, in der Saison 2014/15 gelang der Titelgewinn und damit Wiederaufstieg. Mittlerweile lautet die Vereinsbezeichnung „SV Rapid Sonnenstadt Lienz“.

## Erfolge
- 1 × ÖFB-Cup Semifinale (1975/76)
- 7 Zweitligasaisonen (1969/1970–1973/74 Regionalliga Mitte, dort Herbstmeistertitel und 3. Platz als größter Erfolg, 1974/75–1975/76 Nationalliga)
- 5 × Meister Kärntner Landesliga (Saisonen 1968/69, 1978/79, 1982/83, 1986/87 und 1996/97)